# Llacuna de San Benito
La Llacuna de San Benito és una llacuna endorreica espanyola als termes municipals d'Aiora (València) i Almansa (Albacete). L'extensió màxima de la llacuna abasta les 500 hectàrees, i la seua conca hidrològica és la pertanyent a la Rambla de Belén, el seu tributari principal, i als vessants de El Mugrón i el Arciseco. La seua altitud és de 670 msnm. Està inclosa al Catàleg de zones humides de la Comunitat Valenciana, i també s'inclou en el LIC Sierra del Mugrón de la Xarxa Natura 2000. Aquesta llacuna era permanent fins al segle xix, en què va ser dessecada per un canal de drenatge d'uns 8 km que arriba fins al riu Reconque. Avui dia el drenatge està fora de servei i la llacuna es comporta com una llacuna temporal que s'omple quan hi ha pluges importants i s'asseca quan falten aquestes. Les últimes ocasions en què es va veure plena va ser després de les intenses tempestes de 1956 i 1984.

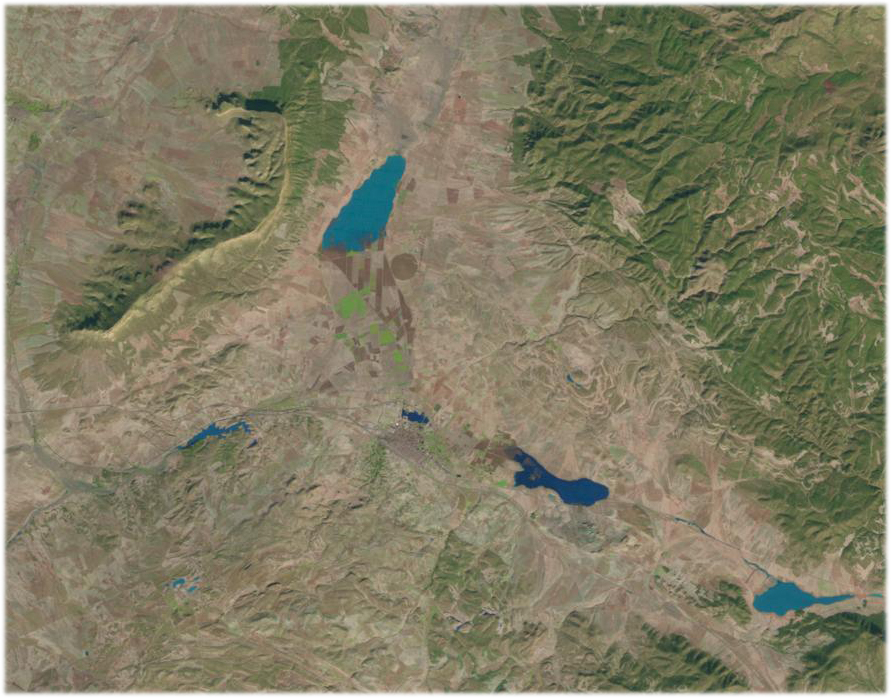
Imatge presa des de l'espai el 25 de novembre de 1984 pel Landsat 5, representació en fals color de la llacuna (centre superior) i altres zones inundades durant les extraordinàries pluges de l'11 i 12 de novembre de 1984, observant-se l'Embassament d'Almansa ple (a l'esquerra d'Almansa), la zona de l'institut d'Almansa inundada (al nord del castell) i els plans cap a l'est entollats encara.